# (324) Bamberga
(324) Bamberga ist ein Asteroid des mittleren Hauptgürtels, der am 25. Februar 1892 vom österreichischen Astronomen Johann Palisa an der Universitätssternwarte Wien entdeckt wurde.
Die Benennung erfolgte durch August von Brandt, Oberbürgermeister der Stadt Bamberg, anlässlich einer Versammlung der Astronomischen Gesellschaft im September 1896: „Der Planet (324) … hat bei Gelegenheit der Astronomenversammlung in Bamberg den Namen Bamberga erhalten.“

## Wissenschaftliche Auswertung
Mit Daten radiometrischer Beobachtungen im Infraroten am Mauna-Kea-Observatorium auf Hawaiʻi im April 1973 und November 1974 sowie am Kitt-Peak-Nationalobservatorium in Arizona im März 1975 und März 1976 wurden für (324) Bamberga erstmals Werte für den Durchmesser und die Albedo von 217 bis 256 km bzw. 0,03 bis 0,04 bestimmt. Am 8. Dezember 1987 erfolgte eine Bedeckung des Sterns 9. Größe BD+40 1678 durch den Asteroiden (324) Bamberga. Dieses Ereignis konnte von mehreren Beobachtern in Texas, New Mexico, Utah, China und Japan beobachtet werden. Die Auswertung der Beobachtungen führte unter der Annahme eines kreisförmigen Querschnitts des Asteroiden zu einem Durchmesser von 227+2−8 km. Radarastronomische Untersuchungen am Arecibo-Observatorium vom 5. bis 13. Oktober 1991 bei 2,38 GHz sowie am Goldstone Deep Space Communications Complex in Kalifornien am 14. September 1991 bei 8,495 GHz ergaben einen effektiven Durchmesser von 229 ± 12 km. Aus Ergebnissen der IRAS Minor Planet Survey (IMPS) wurden 1992 Angaben zu Durchmesser und Albedo für zahlreiche Asteroiden abgeleitet, darunter auch (324) Bamberga, für die damals Werte von 229,4 km bzw. 0,06 erhalten wurden. Neue radarastronomische Untersuchungen am Arecibo-Observatorium vom 10. bis 14. September 2000 bei 2,38 GHz bestätigten das frühere Ergebnis. Speckle-interferometrische Messungen am 1. Oktober 2000 mit dem Telescopio Nazionale Galileo (TNG) am Roque-de-los-Muchachos-Observatorium auf La Palma ergaben einen Durchmesser des Asteroiden von 205 km.
Eine weitere Bedeckung eines Sterns durch den Asteroiden erfolgte am 20. April 2007. Die Okkultation des Sterns 7. Größe HD 106624 konnte von mehreren Beobachtern in Neuseeland und Australien verfolgt werden. Die Daten führten zu einem elliptischen Querschnitt des Asteroiden mit Achsen von etwa (231 × 211) km, entsprechend einem mittleren Durchmesser von 221 km. Eine Auswertung von Beobachtungen durch das Projekt NEOWISE im nahen Infrarot führte 2011 zu vorläufigen Werten für den Durchmesser und die Albedo im sichtbaren Bereich von 229,0 km bzw. 0,06. Nachdem die Werte nach neuen Messungen mit NEOWISE 2012 auf 257,5 km bzw. 0,05 geändert worden waren, wurden sie 2014 auf 220,7 km bzw. 0,06 korrigiert. Nach der Reaktivierung von NEOWISE im Jahr 2013 und Registrierung neuer Daten wurden die Werte 2015 zunächst mit 226,1 km bzw. 0,05 angegeben und dann 2016 korrigiert zu 229,9 km bzw. 0,05, diese Angaben beinhalten aber alle hohe Unsicherheiten.
Eine spektroskopische Untersuchung von 820 Asteroiden zwischen November 1996 und September 2001 am La-Silla-Observatorium in Chile ergab für (324) Bamberga eine taxonomische Klassifizierung als C- bzw. Cb-Typ.
Photometrische Beobachtungen von (324) Bamberga fanden erstmals statt am 26. Februar 1958 am McDonald-Observatorium in Texas. Aus der über etwa fünf Stunden aufgezeichneten Lichtkurve konnte aber keine sichere Bestimmung einer Rotationsperiode erfolgen, es wurde dafür ein Wert von 8 Stunden vermutet. Vom 9. September bis 18. November 1978 erfolgte dann eine internationale Zusammenarbeit mehrerer Observatorien, nämlich dem Osservatorio Astronomico di Torino und dem Osservatorio Astrofisico di Catania in Italien, dem Observatorium Graz-Lustbühel in Österreich und dem Table Mountain Observatory in Kalifornien. Aus den zahlreichen erfassten Lichtkurven konnte nun für den Asteroiden eine Rotationsperiode von 29,42 h bestimmt werden, was im Vergleich mit den übrigen Asteroiden von mehr als 200 km Durchmesser eine ungewöhnlich langsame Rotation darstellt.
Am 29. August 2004 erfolgte eine Beobachtung des Asteroiden mit einem adaptiven Optiksystem am Shane-Teleskop des Lick-Observatoriums in Kalifornien. Es konnte daraus eine Position der Rotationsachse mit retrograder Rotation und die Abmessungen eines dreiachsig-ellipsoidischen Gestaltmodells in drei Achsen bestimmt werden. In Verbindung mit den Beobachtungen der Sternbedeckung durch (324) Bamberga am 20. April 2007 (siehe oben) wurden am Hamanowa Observatory in Japan auch photometrische Messungen vom 23. April bis 22. Mai 2007 durchgeführt, die zu einer Rotationsperiode von 29,4575 h ausgewertet wurden. Unter Einbeziehung der Okkultationsdaten konnten auch hier ein dreiachsig-ellipsoidisches Gestaltmodell des Asteroiden und eine Position der Rotationsachse sowie die Abmessungen in drei Achsen von (246 × 228 × 220) km berechnet werden. Neue photometrische Beobachtungen von (324) Bamberga erfolgten dann noch einmal vom 20. Februar bis 18. März 2019 und vom 18. bis 27. Februar 2020 mit den ferngesteuerten Teleskopen TRAPPIST-North am Oukaïmeden-Observatorium in Marokko und TRAPPIST-South am La-Silla-Observatorium. Aus den Lichtkurven wurden Rotationsperioden von 29,419 bzw. 29,423 h bestimmt.
Abschätzungen von Masse und Dichte für (324) Bamberga aufgrund von gravitativen Beeinflussungen auf Testkörper ergaben in einer Untersuchung von 2012 eine Masse von etwa 10,3·1018 kg, was mit einem angenommenen Durchmesser von etwa 235 km zu einer Dichte von 1,52 g/cm³ führte bei einer Porosität von 32 %. Diese Werte besitzen eine Unsicherheit im Bereich von ±13 %. Eine weitere Untersuchung von 2017 bestimmte die Masse des Asteroiden zu etwa 13,0·1018 kg mit einer Unsicherheit von ±5 %. Ein umfangreiches Programm der Europäischen Südsternwarte (ESO) zielte darauf ab, die 3D-Form und damit die Dichte von großen Hauptgürtel-Asteroiden zu ermitteln, um ihre Entstehung und Entwicklung besser zu belegen. Es wurden dazu mit dem adaptiven Optikinstrument SPHERE des Very Large Telescope (VLT) am Paranal-Observatorium in Chile hochauflösende Bilder von 42 großen (D > 100 km) Hauptgürtel-Asteroiden aufgenommen, darunter auch (324) Bamberga. Neben hochaufgelösten Bildern des Asteroiden konnten in der finalen Auswertung 2022 unter anderem folgende Daten erfasst werden:
- Mittlerer Durchmesser 227 ± 3 km
- Abmessungen in drei Achsen (234 × 224 × 225) km
- Masse 10,2·1018 kg
- Dichte 1,67 g/cm³
- Albedo 0,06
- Rotationsperiode 29,4403 h
- Position der Rotationsachse mit retrograder Rotation

## Möglicher Satellit
Bei den photometrischen Beobachtungen im Umfeld der Sternbedeckung durch (324) Bamberga am 20. April 2007 (siehe oben) konnten in den aufgezeichneten Lichtkurven auch sekundäre Abfälle in den drei Nächten vom 28. April, 4. und 7. Mai 2007 festgestellt werden. Dies deutet auf einen unbekannten Satelliten hin, dessen Umlaufzeit 2,96 Tage beträgt. Dies konnte aber noch nicht durch weitere Beobachtungen bestätigt werden.

## Rezeption in der Literatur
Ein Kapitel des 1962 erschienenen Science-Fiction-Romans Praktikanten der Brüder Arkadi und Boris Strugazki spielt auf (324) Bamberga, wo ein Bergwerk betrieben wird.